# Щедрин, Борис Ефимович
Бори́с Ефи́мович Щедри́н (род. 30 июля 1939) — советский, российский режиссёр театра и кино, актёр; заслуженный артист РСФСР (1986).

## Биография
Родился 30 июля 1939 года. В 1956 окончил школу №353 им. А.С. Пушкина. С 1957 по 1959 учился на химическом факультете МГУ им. Ломоносова, откуда ушел и с 1959 по 1961 годы занимался в театральной студии под руководством М. Шатрова. В 1961 году поступил в театральную студию театра имени Моссовета, которую закончил в 1964 г., где поставил свой первый спектакль «Театр Гарсиа Лорки», который успешно вошел в репертуар театра имени Моссовета (1966). В 1968 году, работая в театре актером и режиссером закончил курс режиссуры в ГИТИСе под руководством Ю. А. Завадского. В 1968 году спектаклем "Дуэль" в театре имени Моссовета открыл новую сцену -  "Театр в фойе", а в 1978 спектаклем "А существует ли любовь? - спрашивают пожарные" - Малую сцену на Фрунзенском валу.
В постановках Б. Щедрина самым органичным образом соединяются поиск новых форм, изысканность сценического рисунка и фантазия большого мастера, который основное внимание уделяет игре актера, раскрывая индивидуальность каждого исполнителя.
Одним из первых использовал прием, когда главного героя играют сразу несколько актеров ( в спектакле "Василий Теркин", 1972)
С середины 1990-х живёт в Германии.

## Театральные работы.
Поставил в театрах, на радио и телевидении более 60 постановок. Среди них:

### Театр имени Моссовета
- 1966 — «Театр Гарсиа Лорки»,
- 1967 — «Хромой Орфей» Я. Отченашека,
- 1968 — «Дуэль» М. Байджиева,
- 1970 — «Эдит Пиаф» (по книгам Э. Пиаф "Моя жизнь" и "На балу удачи"),
- 1972 — «Василий Тёркин» (по поэме А. Твардовского),
- 1974 —   «Сердце Луиджи» И. Буковчана,
- 1975 —  «Прикосновение» Р. Ибрагимбекова,
- 1976 — «Дом на песке» Р. Ибрагимбекова,
- 1978 — «А существует ли любовь? - спрашивают пожарные» Э. Радзинского
- 1979 — «Смерть Пазухина» М. Салтыкова-Щедрина,
- 1981 — «Живой труп» Л. Толстого,
- 1983 — «Печка на колесе» Н. Семеновой,
- 1984 — «Фабричная девчонка» А. Володина,
- 1986 — «Последний посетитель» В. Дозорцева,
- 1987 —  "Кароль" С. Мрожека,
- 1988 —  "Полиция" С. Мрожека,
- 1992 —  "На золотом озере" Э. Томпсона
- 1993 — «Канотье» Н. Коляды,
- 1994 —  «Цена» А. Миллера,
- 1998 —  "Страсти по Митрофану"  (по Д. Фонвизину),
- 2002 — «Комики» (англ. The Sunshine Boys) Н. Саймона

### Театр Миниатюр
- 1975  —  "Друзья остаются друзьями" А. Дыховичного и К. Симонова
- 1976  — "Мое загляденье" А. Арбузова

### Театр Советской армии
- 1980 —  "Ужасные родители" Ж. Кокто

### Театр мимики и жеста
- 1991 — «Вишневый сад» А. Чехова[1]

### МХАТ им. Горького
- 2003 — «Васса Железнова» М. Горького[1]

### Театр «Модернъ»
- 2007 — «Дядюшкин сон» (по повести Ф. Достоевского)[1]

### Малая сцена Театра сатиры
- 2014 — «Невидимые миру слёзы» (по одноактным пьесам и рассказам А. Чехова)[1]

### Постановки за рубежом
1977 —  "Дом на песке" Р. Ибрагимбекова - Национальный театр молодежи, София, Болгария
1985 —  "Пазухин и..." М. Салтыкова - Щедрина - Театр на забрадли, Прага, Чехословакия
1987 —  "Три сестры" А. Чехова - Театр на забрадли, Прага, Чехословакия
1988 —  "Ревизор" Н. Гоголя - Театр Баден - Баден, Германия
1989 — "Звезды на утреннем небе" А. Галина - Театр на забрадли, Прага, Чехословакия
1990 — "Провинциальные анекдоты" А .Вампилова - Театр Баден - Баден, Германия
1993 — "Самоубийца" Н. Эрдмана - Театр Баден - Баден, Германия
1995 — "Ваш А. Чехов" (по письмам А. Чехова) - Интернациональный театр, Франкфурт, Германия
1995 — "Летним днем" Ф. Искандера - Интернациональный театр, Франкфурт, Германия
1995 — "Медведь", "О вреде табака", "Предложение" А.Чехова - Театр Баден - Баден, Германия
1995 —  "Играем Стринберга" Ф. Дюрренматта - Театр без забрадли, Прага, Чехия
1996 — "Он и Она" С.Злотникова - Интернациональный театр, Франкфурт, Германия
1996 — "Медведь", "О вреде табака", "Предложение" - Театр без забрадли, Прага, Чехия
1997 — "Трое на качелях" Л. Лунари - Театр без забрадли, Прага, Чехия
2000 — "Дон Жуан" Ж.-Б. Мольера - Высшая школа музыки и театра, Франкфурт, Германия
2003 — "The Sunshine Boys" Н. Саймона - Театр без забрадли, Прага, Чехия
2004 — "Любовные письма" А. Гурнея - Театр без забрадли, Прага, Чехия
2017 — "В то же время, в следующем году" Б. Слайда - Авторский театр, Франкфурт, Германия

## Фильмография
- 1974 — Василий Теркин (фильм - спектакль)
- 1982 — Смерть Пазухина
- 1983 — Эдит Пиаф
- 1985 — Печка на колесе
- 1987 — Живой труп
- 1998 - На золотом озере
- 2003 — Комики
- 2012 — Перед зеркалом (В. Ходасевич)
- 2013 — Апология сумасшедшего (П. Чаадаев)

## Радиопостановки
1985 - 1987 А. Пушкин "Повести Белкина"
1989 Т. Уильямс "Крик или Игра для двоих"

## Награды
Заслуженный артист РСФСР (1986).